# Süleyman Baltoğlu
Süleyman Baltoğlu fue un almirante otomano del siglo XV. Lideró la flota turca contra los bizantinos en 1453 durante el sitio final de Constantinopla. Baltoğlu es famoso por la batalla naval en la que cuatro naves cristianas se enfrentaron con su flota y lograron vencer y escapar. El sultán Mehmed II estaba tan enojado por la derrota que montó su caballo hacia el mar gritando a Baltoğlu. Cuando la batalla terminó, Baltoğlu fue llevado frente a Mehmed quien de inmediato ordenó que fuera ejecutado. Sólo después de los ruegos de sus subordinados que le dijeron del gran valor de Baltoğlu durante la batalla en la que había sido incluso herido en el ojo, Mehmed le perdonó la vida. Sin embargo, fue despojado de sus títulos, tierras y riquezas. Murió en el olvido y la pobreza. Algunos incluso creen que se convirtió en un simple marinero de la flota.